# Uwe Schreml
Uwe Schreml (* 7. Februar 1960 in Pegnitz) ist ein ehemaliger deutscher Fußballspieler. Der Abwehr- und Mittelfeldakteur verbrachte den größten Teil seiner Karriere bei Vereinen aus der 2. Bundesliga.

## Laufbahn
Der 1960 geborene Uwe Schreml spielte in der Jugend für den ASV Pegnitz und den 1. FC Nürnberg. Er begann seine Profilaufbahn 17-jährig beim damaligen Zweitligisten Bayreuth. Im Januar 1981 wechselte er zum erstklassigen Verein TSV 1860 München, mit dem er jedoch ein halbes Jahr später in die zweite Liga abstieg.
Seine Zeit beim Münchner Klub dauerte bis 1982 an; danach spielte Schreml bei Eintracht Frankfurt, einem damaligen Erstligisten, und anschließend bei den Zweitligavereinen Hessen Kassel und SV Darmstadt 98. 1989/90 ließ er seine Laufbahn beim FC Epfendorf ausklingen.
Er bestritt insgesamt 60 Erst- und 208 Zweitligaspiele.
Schreml debütierte am 20. Mai 1980 im Länderspiel gegen Belgien in der deutschen U-21-Nationalmannschaft. Bis zum Spiel am 2. Dezember 1980 gegen Bulgarien, in dem er sein letztes Juniorenländerspiel bestritt, kam er auf sieben Einsätze, wozu allerdings auch ein Spiel gegen die Provinzauswahl Kanton am 10. Juni gehörte, welches vom DFB nicht als offizielles Juniorenländerspiel gewertet wurde. Er kam somit nur zu sechs offiziellen U-21-Länderspielen.

## Weiteres Leben
Nach dem Ende seiner aktiven Karriere war Schreml als Spielertrainer im Amateurbereich tätig; er wirkte in Epfendorf, Mötzingen, Hildrizhausen und beim FC 08 Villingen.

Beruflich agiert er zurzeit im Immobilienbereich.